# یونیتی، شهرستان لین، اورگن
یونیتی (به انگلیسی: Unity) یک منطقهٔ مسکونی در ایالات متحده آمریکا است که در اورگن واقع شده‌است. یونیتی ۲۳۴٫۰۹ متر بالاتر از سطح دریا واقع شده‌است.